# Partnerschaftsgesellschaft mit beschränkter Berufshaftung
Die Partnerschaftsgesellschaft mit beschränkter Berufshaftung (PartG mbB, PartGmbB, Part mbB oder PartmbB) ist eine Variante der Partnerschaftsgesellschaft. Sie ist gegenüber dieser keine eigene Rechtsform.
Die Partnerschaftsgesellschaft mit beschränkter Berufshaftung wurde mit dem am 19. Juli 2013 in Kraft getretenen Gesetz zur Einführung einer Partnerschaftsgesellschaft mit beschränkter Berufshaftung und zur Änderung des Berufsrechts der Rechtsanwälte, Patentanwälte, Steuerberater und Wirtschaftsprüfer eingeführt. Hiermit ist im deutschen Recht eine Personengesellschaft als Alternative zur Limited Liability Partnership (LLP) geschaffen, indem sie für die Freien Berufe eine generelle Beschränkung der Berufshaftung auf das Gesellschaftsvermögen ermöglicht, ohne dass hierzu eine Kapitalgesellschaft erforderlich ist. Gerade wegen der Gewerbesteuer für Kapitalgesellschaften sind Freiberufler überwiegend in Personengesellschaften organisiert. Vielen Freiberuflern bleibt aus berufsrechtlichen Gründen die Nutzung einer GmbH & Co. KG als Personengesellschaft versperrt, die ebenfalls als Personengesellschaft eine Haftungsbeschränkung ermöglicht.
Da die Partnerschaftsgesellschaft mit beschränkter Berufshaftung nur eine Variante der Partnerschaftsgesellschaft ist, können sich zwar grundsätzlich alle Angehörigen derjenigen Freien Berufe zur Berufsausübung zusammenschließen, denen auch bisher schon die Partnerschaftsgesellschaft offenstand. Das sind gemäß § 1 PartGG unter anderem Ärzte, Tierärzte, Rechtsanwälte, Patentanwälte, Wirtschaftsprüfer, Steuerberater, beratende Volks- und Betriebswirte, vereidigte Buchprüfer, Ingenieure, Architekten und Sachverständige. 
Die beschränkte Berufshaftung setzt aber das Unterhalten einer besonderen Haftpflichtversicherung voraus, wobei das PartGG insoweit auf die berufsrechtlichen Regelungen der einzelnen Freien Berufe verweist. Spezielle Regelungen finden sich bislang nur in den Berufsrechten der Beratenden Ingenieure, Rechtsanwälte, Steuerberater und Wirtschaftsprüfer: Berufshaftpflichtversicherung mit 2,5 Millionen Euro Mindestversicherungssumme (Rechtsanwälte, Patentanwälte) bzw. 1 Million Euro (Wirtschaftsprüfer, Steuerberater) Mindestversicherungssumme je Versicherungsfall.
Damit steht die PartGmbB bisher nur den Beratenden Ingenieuren, Rechtsanwälten und Patentanwälten sowie Steuerberatern und Wirtschaftsprüfern zur Verfügung. Weitere Freie Berufe können aber folgen, sofern ihr Berufsrecht eine Regelung für eine besondere Haftpflichtversicherung trifft.
Bei der neu eingeführten PartGmbB ist gemäß § 8 Abs. 4 S. 1 PartGG gegenüber den Gläubigern eine Haftung für aus fehlerhafter Berufsausübung entstehende Schäden auf das Gesellschaftsvermögen beschränkt. Eine persönliche Haftung des einzelnen Partners ist ausgeschlossen.
Die persönliche Haftung der Partner für sonstige Verbindlichkeiten bleibt jedoch bestehen. Zu diesen Verbindlichkeiten zählen beispielsweise die Bezüge der Mitarbeiter, Mieten oder Versicherungsbeiträge.
Der Name der Partnerschaft muss gemäß § 8 Abs. 4 S. 3 PartGG den Zusatz „mit beschränkter Berufshaftung“, die Abkürzung „mbB“ oder eine andere allgemein verständliche Abkürzung dieser Bezeichnung enthalten.
Zum Stichtag 31. Dezember 2015 gab es einen Bestand von 2957 PartG mbB, nach 1702 zum Stichtag 31. Dezember 2014 sowie 361 zum Stichtag 31. Dezember 2013. Es wird damit gerechnet, dass der Anteil von ca. 1/4 an allen PartG noch erheblich steigen wird.